# Rafael Tchimichkian
Rafael Tchimichkian (em armênio/arménio:  Ռաֆայել Չիմիշքյան, em georgiano:  რაფაელ ჩიმიშკიანი, em russo:  Рафаэль Аркадьевич Чимишкян; Tbilisi, 23 de março de 1929 – 25 de setembro de 2022) foi um halterofilista da União Soviética.

## Biografia
Tchimichkian participou do Campeonato Europeu e Mundial de 1950, em Paris, que foram organizados como um único evento. Ele foi campeão europeu, enquanto foi vice-campeão mundial, atrás do iraniano Mahmoud Namjou, na categoria até 56 kg.
Tchimichkian competiu nos Jogos Olímpicos de 1952, em Helsinque; dessa vez ele ficou com o ouro, a frente de seu compatriota Nikolai Saksonov. Tchimichkian levantou 337,5 kg no total combinado, que foi recorde mundial da categoria até 60 kg, sendo 97,5 kg na prova do desenvolvimento (movimento-padrão abolido em 1973), 105 kg no arranque e 135 no arremesso.
Ele ficou em segundo no campeonato europeu e mundial de 1953, o ouro ficou com Saksonov. Mas foi campeão mundial em 1954 e 1955.
Foi seis vezes campeão europeu. Ainda em 1956 ganhou bronze no Campeonato da União Soviética, organizado dentro da Spartakiada.
Tchimichkian definiu dez recordes mundiais ao longo de sua carreira, sendo cinco no total combinado, três no arranque e dois arremesso. Seus recordes foram:
Morreu em 25 de setembro de 2022, aos 93 anos de idade.
| Data       | Disciplina | Marca    | Classe de peso | Lugar        |
| ---------- | ---------- | -------- | -------------- | ------------ |
| 25.07.1952 | Total      | 337,5 kg | –60 kg         | Helsinque    |
| 15.06.1953 | Total      | 340 kg   | –60 kg         | Tbilisi      |
| 13.04.1954 | Total      | 342,5 kg | –60 kg         | Alexandria   |
| 10.05.1954 | Total      | 345 kg   | –60 kg         | Petrozavodsk |
| 10.08.1954 | Arremesso  | 143 kg   | –60 kg         | Viena        |
| 10.08.1954 | Total      | 350 kg   | –60 kg         | Viena        |
| 03.05.1955 | Arranque   | 109 kg   | –60 kg         | Minsk        |
| 13.10.1955 | Arranque   | 110 kg   | –60 kg         | Munique      |
| 09.11.1957 | Arremesso  | 143,5 kg | –60 kg         | Teerã        |
| 13.11.1957 | Arranque   | 110,5 kg | –60 kg         | Teerã        |